# Charles Félix René de Vintimille du Luc
Charles Félix René de Vintimille du Luc, né en 1765 et mort en 1806, est un militaire français, du Saint-Empire et du royaume de Naples.

## Biographie
Il est le fils de Charles-Emmanuel-Marie-Magdelon de Vintimille, marquis du Luc, surnommé Demi-Louis en tant que fils naturel présumé de Louis XV et de Madame de Vintimille (née de Mailly-Nesle) — et de Marie-Marguerite-Madeleine-Adélaïde de Castellane-Esparron, 
Charles-Félix-René émigre en 1792 et combat dans l'Armée des Princes, puis dans l'armée autrichienne du général Karl Mack, et enfin dans celle du royaume de Naples. 
Aide de camp d'un autre émigré français, le général Roger de Damas d'Antigny, pendant la campagne de 1799-1800, il participe à la guerre de l'Armée de la Sainte Foi contre les Français et les républicains napolitains et romains. Il contribue à la reprise de Capoue, puis de Rome, et s'efforce de discipliner les turbulents volontaires sanfédistes. En 1800, il rentre en France à la faveur de l'amnistie décidée par Napoléon Bonaparte, alors Premier consul.
Au début de 1806, il propose ses services à Napoléon en lui adressant un rapport sur l'état du royaume de Naples. L'empereur l'attache au service de son frère Joseph Bonaparte qui commande l'armée de conquête de Naples. Il finit sa vie comme général de brigade dans l'armée de Joseph, devenu roi de Naples en 1806.

### Mariage et descendance
Il épouse en 1783 Marthe-Marie-Gabrielle-Artois de Lévis (1765 - guillotinée, 21 messidor an II/9 juillet 1794 avec sa sœur Gabrielle-Augustine-Françoise et leur mère Gabrielle-Augustine Michel de Tharon, fille de Gabriel II Michel ; fille du maréchal-duc François-Gaston de Lévis).  
Tous deux ont trois filles : 
- Anne-Charlotte-Gabrielle-Caroline de Vintimille du Luc (1785-1810), mariée en 1809 avec Louis-Victor-l'Espérance des Acres marquis de L'Aigle (1764-1851 ; fils de Louis et frère aîné d'Augustin), d'où Victor-Louis-Arthur des Acres de L'Aigle (1809-93)
- Marie-Françoise-Louise-Célestine-Gabrielle de Vintimille du Luc (1787-1862), mariée 1° en 1810 ou 1811 avec Jean-Henri-Louis Greffulhe (1774-1820), d'où Henri Greffulhe, Louis-Charles (père d'Henry Greffulhe) et Amélie Greffulhe (femme de Paul-Charles-Louis-Philippe de Ségur et mère de Louis-Philippe-Charles de Ségur) ; et 2° en 1826 avec Philippe-Paul de Ségur (1780-1873 ; oncle par alliance de la célèbre comtesse de Ségur), le propre père de son gendre Paul-Charles-Louis-Philippe
- Fidèle-Henriette-Joséphine de Vintimille du Luc (1789-1864), mariée en 1811 avec le comte Alexandre-Louis-Robert de Girardin (1776-1855), fils du marquis René-Louis, et devient ainsi la belle-mère du publiciste et politicien Emile de Girardin (1806-81).